# Коморовский, Игнатий
Игна́тий Марцелий Коморо́вский (13 января 1824, Варшава, Царство Польское, Российская империя — 14 октября 1857, там же) — польский музыкант и композитор.

## Биография
Родился в начале 1824 года в Варшаве. Был братом актёра Йозефа Валенты Коморовского (Józef Walenty Komorowski). Обучение музыке начинал под руководством Винцентия Шанёра (фортепиано), а затем Й. Булаковского и Яна Хорнзеля. С 14 лет пел в любительском хоре Йожефа Крогульского при церкви пиаристов в Варшаве. Начиная с 1842 года, Коморовский брал уроки игры на виолончели у Йожефа Шаблинского, а позже у Адама Хермана. Эти занятия на протяжении недолгого времени сопровождались обучением гармонии и контрапункту (Август Фрейер) и композиции (Кароль Курпиньский).
С 1847 года уже сам Коморовский начал давать уроки игры на фортепиано, скрипке и виолончели, на следующий год отправившись в роди частного учителя в поместье Кретковских Каменна-на-Куявах. В 1850 году возвратился в Варшаву и вошёл в состав оркестра местного Большого театра, одновременно продолжая давать уроки и сочинять музыку.
В 1852 году Коморовский заболел туберкулёзом. Его лечил известный врач Титус Халубинский, но состояние музыканта продолжало ухудшаться, и чтобы раздобыть деньги на лечение за границей, Коморовский в 1855 открыл подписку на цикл песен «Śpiewy polskie», изданный на следующий год. В сентябре 1856 года он для поправки здоровья выехал за границу, посетив Триест, Венецию, Рим, Париж и водолечебницы на Эмсе, но в июле 1857 года вернулся на родину в тяжёлом состоянии и умер в Варшаве через несколько месяцев. Похоронен на кладбище в Повонзках в Варшаве.

## Творчество
Первыми собственными музыкальными произведениями Коморовского стали фортепианные пьесы танцевального характера, многие из которых представляли собой обработки польского музыкального фольклора, в особенности из Мазовии — с этой музыкой он познакомился в ходе своих поездок с поэтами Теофилом Ленартовичем и Циприаном Норвидом, художником Войцехом Герсоном и исследователем-фольклористом Оскаром Кольбергом. Первый сборник фортепианных пьес Коморовского увидел свет уже в 1842 году. Он также сочинял музыку к стихам Ленартовича.
Произведения малых жанров (песни, фортепианные пьесы, в том числе танцевальные) составляют основу творческого наследия Коморовского. Он является в частности автором популярных польских песен «Висла», «Украинец», «Мацек», «Калина» — последнюю Теофил Ленартович называл вершиной его творчества. Среди поэтов, на чьи слова Коморовским написаны песни — сам Ленартович, Адам Мицкевич, Александр Ходзько, Влодзимеж Вольский, Станислав Яхович, Винценты Поль, Эдмунд Василевский, из иностранных авторов — Гёте, Пушкин, Вальтер Скотт, Томас Мур. Не выработав собственного музыкального стиля, Коморовский тем не менее оказал влияние на развитие польской вокальной лирики. Им были также написаны два сочинения для хора с оркестром (ныне утраченные) — месса и Te Deum. В творчестве Коморовского отмечается некоторое влияние музыки Шопена и Монюшко.